# Apertura Dunst
L' apertura Dunst è un'apertura degli scacchi caratterizzata dalla mossa
1. Cc3

Deve il suo nome allo statunitense Theodore Alexander Dunst (1907-1985). 
È nota anche come apertura van Geet (dall'olandese Dick van Geet) e apertura del cavallo di donna.
È un'apertura adottata raramente nei tornei. Le statistiche mostrano che, tra le venti possibili mosse iniziali, è ottava per popolarità. La simmetrica 1. Cf3 (apertura Réti) è giocata circa 50 volte più spesso.
Questo è dovuto al fatto che la mossa iniziale 1. Cf3 previene, tramite il controllo della casa e5, la mossa 1…e5, mentre 1. Cc3 permette al nero di rispondere con 1…d5, minacciando la spinta 2…d4 che costringerebbe il cavallo a spostarsi, lasciando il nero in vantaggio di spazio. 
Nonostante ciò non è stata mai trovata alcuna confutazione di questa apertura. Il fatto che, per esempio, Dick van Geet la abbia adottata molte volte, e con successo, in forti tornei per corrispondenza, lascia intendere che essa sia del tutto giocabile.
Se il nero risponde con 1…e5 il bianco può giocare 2. e4, rientrando nella partita viennese.   